# Stelzhamerbund
Der Stelzhamerbund wurde 1882 von Hans Commenda sen., Anton Matosch und Hans Zötl in Wien gegründet.
Neben der Beschäftigung mit dem Leben und Werk des Namensgebers Franz Stelzhamer macht sich diese literarische Vereinigung um oberösterreichische Mundart und Mundartliteratur verdient.
Nach dem „Anschluss Österreichs“ 1938 bestand der Stelzhamerbund noch fast ein Jahr und wurde 1939 von staatlicher Seite aufgelöst. Hans Commenda jun. gebührt das Verdienst, nach dem Zweiten Weltkrieg diese literarische Gesellschaft wieder errichtet zu haben. Ab dem Zusammenschluss mit dem Bund oberösterreichischer Mundartdichter im Jahre 1946 lautete der Vereinsname Stelzhamerbund der Freunde oberösterreichischer Mundartdichtung. 2012 kehrte man zum ursprünglichen kurzen Vereinsnamen Stelzhamerbund zurück.
Die Ziele – Erhaltung, Förderung und Verbreitung der oberösterreichischen Mundart – haben sich vom Gründungsjahr bis heute nicht geändert.
Dem Verein haben sich namhafte Mundartdichter anderer Dialektregionen angeschlossen, vom Burgenland bis Vorarlberg und Südtirol bis Bayern. Sie nehmen auch an den beiden Wettbewerben teil, mit denen der Stelzhamerbund die zeitgenössische Literatur fördert: Der Franz-Stelzhamer-Preis (seit 2011) wird für Kurzgeschichten in Mundart vergeben, der Franz-Hönig-Preis (seit 2013) für gereimte Gedichte.
Ungereimte Lyrik pflegt die von Karl Pömer initiierte Gruppe "neue mundart".

## Chronologie der Vorsitzenden
- 1882–1938: Hans Zötl
  - 1939–1945 verboten
- 1946–1954: Hans Commenda
- 1955–1961: Karl Gattermeyer
- 1962–1964: Wilhelm Schaumberger
- 1964–1985: Wolfgang Dobesberger
- 1985–1991: Katharina Dobler
- 1991–2000: Karl Pömer
- 2000–2006: Gertraud Stöckler-Schatzdorfer
- 2006–2009: Karlheinz Sandner
- Seit 2009: Klaus Huber[1]

Das Stelzhamerbund-Mitteilungsheft wurde von Klaus Huber 2010 zur vierteljährlich erscheinenden Zeitschrift wortgarten weiterentwickelt.